# Shilluk
Los shilluk (en shilluk: chollo) son un grupo étnico nilótico de Sudán del Sur, que vive en ambas riberas del río Nilo, cerca de la ciudad de Malakal. Su lenguaje es el Dhog Collo o Dho Col, siendo dhog la palabra shilluk para "lenguaje" y "boca". Antes de la segunda guerra civil sudanesa los shilluk también habitaban varios asentamientos en la ribera norte del río Sobat, cerca de la confluencia del Sobat con el Nilo, siendo Dolieb Hill una importante misión cristiana.
Los shilluk son la tercera minoría étnica más numerosa de Sudán del Sur, después de los dinka y sus vecinos nuer.
La lengua shilluk pertenece a la familia de las lenguas luo en el grupo de los lenguajes nilo-saharianos.

## Cultura

Bandera del Reino shilluk.

Históricamente los shilluk han sido gobernados por un rey reth que se consideraba era descendiente del linaje divino del héroe Nyikang, y cuya salud se creía que afectaba a todo su pueblo. Anteriormente al surgimiento de la figura del reth, la sociedad shilluk era muy jerárquica con castas de nobles, campesinos y esclavos. Como en la mayoría de los grupos nilóticos la ganadería constituía una parte importante de su economía; sin embargo, la agricultura y la pesca eran más importantes de lo habitual, y la mayoría eran sedentarios. Históricamente en el sur de Sudán existió un territorio considerado como Reino shilluk durante casi cuatrocientos años (1490 - 1865).

## Religión
La mayoría de los shilluk se han convertido al cristianismo, aunque algunos todavía conservan su religión tradicional o una mezcla de ambas; algunos se han convertido al Islam. Los shilluk se enorgullecen de haber sido uno de los primeros pueblos nilóticos que aceptaron el cristianismo. Según las enseñanzas de la Iglesia Episcopal de Sudán la mayoría de los shilluk se convirtieron a finales del siglo XIX cuando la Church Mission Society comenzó a enviar misioneros al sur de Sudán. La política colonial y los propios misioneros han dividido a los shilluk en iglesias católicas y protestantes. Históricamente la Iglesia católica se extendió en la ribera occidental del Nilo y creó misiones en Lul, Detwoc, Tonga y Yoynyang, mientras que la American Inland Mission creó una misión en Dolieb Hill, al sur de Malakal en la ribera oriental de Nilo. Los shilluk fueron minoría en la facción rebelde durante la segunda guerra civil sudanesa.

## Etnografía
Los shilluk fueron fotografiados durante el siglo XIX por el explorador austriaco Richard Buchta, y posteriormente por la cineasta alemana Leni Riefenstahl a comienzos de la década de 1960.

## Violencia
Durante el verano del año 2010 el Ejército de Liberación del Pueblo de Sudán (ELPS), en un intento de desarmar a los shilluk, y acabar con su rebelión local, quemó varias aldeas y mató a varios civiles en el territorio shilluk. Más de 10 000 personas fueron desplazadas en medio de la estación lluviosa y huyeron a los bosques a menudo desnudos, sin refugio ni comida, lo que provocó la muerte de muchos niños de hambre y de frío.
La violencia estalló de nuevo en abril de 2011 cuando el ELPS atacó de nuevo las regiones controladas por los rebeldes. Los shilluk y también los nuba sufrieron debido a los ataques.